# 拉佩罗哈
拉佩罗哈（西班牙語：La Peroja），是西班牙加利西亚自治区奥伦塞省的一个市镇。总面积55平方公里，总人口2557人（2001年），人口密度46人/平方公里。